# Krika pilosa
Krika pilosa là một loài côn trùng trong họ Nemopteridae thuộc bộ Neuroptera. Loài này được Martins-Neto miêu tả năm 1992.